# Molophilus tricuspidatus
Molophilus tricuspidatus är en tvåvingeart som beskrevs av Mendl 1979. Molophilus tricuspidatus ingår i släktet Molophilus och familjen småharkrankar.
Artens utbredningsområde är Grekland. Inga underarter finns listade i Catalogue of Life.